# 베르나르르네 주르당 드 뢰네

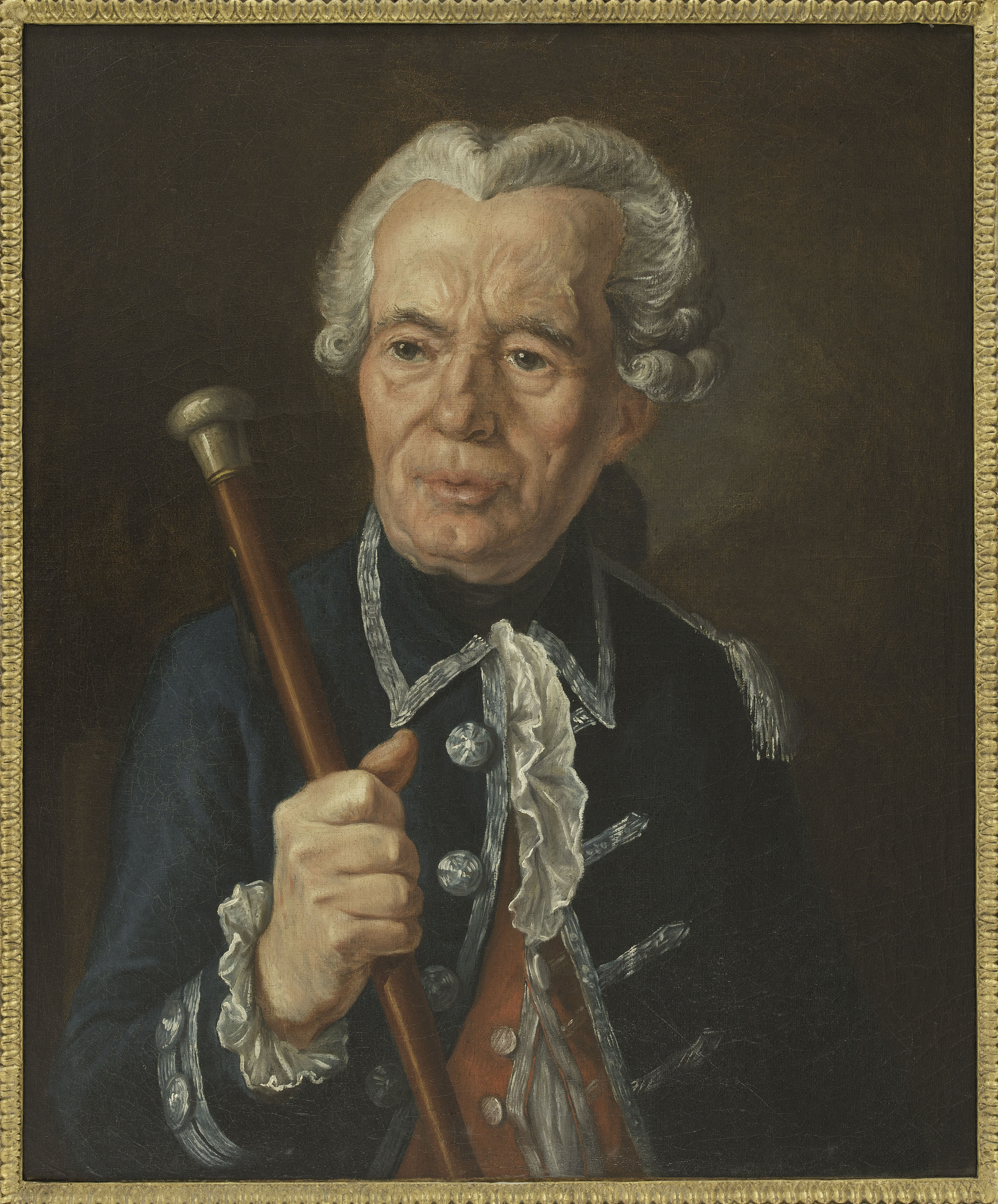
베르나르르네 주르당 드 뢰네

베르나르르네 주르당 드 뢰네 후작(프랑스어: Bernard-René Jourdan de Launay)는 바스티유 습격이 있던 때 바스티유 감옥 주둔군의 지휘관이었다. 80여 명의 늙은 병사들과 함께 혁명군 1000 여명에 맞서다 전사하였다.
찰스 디킨스의 소설 《두 도시 이야기》의 등장인물로 출연한다.